# 鲁道夫·肯普
鲁道夫·肯普（德語：Rudolf Kempe，1910年6月14日—1976年5月12日），德国指挥家。

## 生平

### 早年
肯普生於德累斯顿，他也在此學習音樂，十四歲時他進入德累斯顿的國家歌劇學校就讀。他早年是一名雙簧管手，並在多特蒙德歌劇院樂團裡演奏，後來也在萊比錫布商大廈管弦樂團演奏過。在雙簧管之外，他也演奏鋼琴，他可以獨奏，也能演奏室內樂作品、歌劇伴奏。1933年，當時的萊比錫歌劇院總監邀請肯普擔任劇院的伴奏，然後在1935年，他升任劇院的指挥。二戰期間，他被徵召入伍，負責部隊的康樂任務，也曾接手凱姆尼茲歌劇院的指揮職。

### 劇院指揮
1949年到52年間，他指導德累斯顿國立歌劇院樂團，並在此發行他的第一份錄音。錄音的曲目包括史特勞斯的《玫瑰騎士》、韋伯的《魔彈射手》等。雖然在此任職的時間不長，但他終身和樂團保持友好的互動。
作為劇院指揮，他在1951年樂季受邀在维也纳国立歌剧院登台，曲目包括莫札特《魔笛》。1952年，他繼承了乔治·索尔蒂在巴伐利亞國家歌劇院的首席指挥職。1953年，他在倫敦的皇家歌劇院亮相。當時的皇家歌劇院總管大衛·韋伯斯特（David Webster）認為肯普是柯芬園劇院總監的理想人選，並向肯普提出此一邀請，但直到1954年離開巴伐利亞之前，肯普都沒有接受這個邀請。雖然如此，他在柯芬園也同樣保持演出，演出了包括史特勞斯《莎樂美》、華格納《指環》以及普契尼《蝴蝶夫人》等劇。

### 管弦樂指揮
受英國皇家愛樂樂團的創始人、汤玛斯·比彻姆之邀，肯普早在1955年就和此樂團合作，進而在1961年擔任皇家愛樂的首席指揮，兩年後轉任樂團的藝術總監職。他並打破了樂團的不成文規定，引進了女性團員；他表示，純粹由男性組成的管弦樂團「總讓我聯想到軍隊」。1970年，皇家愛樂任命他為終身指揮，但他在1975年辭去了此職。
1965年至72年間，他和蘇黎世市政廳樂團合作。1967年，他接手了慕尼黑愛樂樂團，他的餘生都在此任職。在生涯晚期，他另外也和BBC交響樂團合作；1976年的逍遙音樂節上，他指揮樂團演出開幕音樂會，曲目是貝多芬的庄严弥撒。這似乎預告了他的去世。數月後，他在蘇黎世過世，享年65。

## 評價
他最擅長演繹的是理查德·施特劳斯（他留有其全集管弦樂作品錄音）和理查·瓦格纳的作品。

## 作品節選

### 商業錄音
- 柴可夫斯基：第五交响曲，叶甫盖尼·奥涅金（节选）（Testament）
- 贝多芬第8號交响曲；柴可夫斯基第5號交响曲（Orfeo d'or）
- 贝多芬：第6號交响曲《田園》

## 外部連結
- 鲁道夫·肯普的Discogs页面（英文）
- 鲁道夫·肯普在Allmusic上的頁面